# Ophrys gortynia
Ophrys gortynia, deutsch auch Gortyn-Ragwurz genannt, ist eine Art der Gattung Ragwurzen (Ophrys) in der Familie der Orchideengewächse (Orchidaceae). Synonyme sind: Ophrys sphegodes subsp. gortynia H.Baumann & Künkele und Ophrys mammosa subsp. gortynia (H.Baumann & Künkele) H.Baumann & R.Lorenz.

## Merkmale
Ophrys gortynia ist eine ausdauernder Knollen-Geophyt, der Wuchshöhen von 15 und 35 Zentimeter erreicht. Die Pflanze ist 3- bis 6-blütig. Die Lippe misst 9 bis 13 (selten ab 8) × 9 bis 14 Millimeter. Sie ist dunkelbraun bis schwärzlichpurpurn, verkehrteiförmig und am Grund keilförmig. Die seitlichen Kronblätter sind 2,5 bis 4 Millimeter breit.
Die Blütezeit reicht von April bis Mai.

## Vorkommen
Ophrys gortynia kommt in Kreta, auf Milos, Naxos, Paros, Siros und Tinos vor. Sie wächst in der Phrygana, in Gebüschen, Grasfluren und Brachland in Höhenlagen von 0 bis 600 Metern Meereshöhe.

## Belege
- Ralf Jahn, Peter Schönfelder: Exkursionsflora für Kreta. Mit Beiträgen von Alfred Mayer und Martin Scheuerer. Eugen Ulmer, Stuttgart (Hohenheim) 1995, ISBN 3-8001-3478-0, S. 436.